# Nothoprocta pentlandii
La perdiz andina (Nothoprocta pentlandii ), perdiz cordillerana de Arica, tinamú andino, o inambú serrano, es una especie de ave tinamiforme de la familia Tinamidae.
Mide entre 25,5 y 30 cm. Esta especie se encuentra en América del Sur occidental, Cordillera de los Andes. Habita las cuestas herbáceas, y prados de altura. Su nombre científico conmemora al viajero irlandés Joseph Barclay Pentland (1797-1873), quien fue el recolector de los tipos de los tinámidos Tinamotis pentlandii y Nothoprocta pentlandii.